# Cratere Merian
Merian  è un cratere sulla superficie di Venere. Deve il proprio nome alla naturalista e pittrice tedesca Maria Sibylla Merian (1647-1717), considerata pioniera della dell'entomologia.